# Alexis van Hessen-Philippsthal-Barchfeld
Alexis Willem Ernst van Hessen-Philippsthal-Barchfeld (Steinfurt, 13 september 1829 - Herleshausen, 16 augustus 1905) was van 1854 tot 1866 de laatste landgraaf van Hessen-Philippsthal-Barchfeld. Hij behoorde tot het huis Hessen-Kassel.

## Levensloop
Alexis was derde zoon van landgraaf Karel van Hessen-Philippsthal-Barchfeld uit diens tweede huwelijk met Sophia, dochter van vorst Lodewijk Willem van Bentheim-Steinfurt. In 1854 volgde hij zijn vader op als landgraaf van Hessen-Philippsthal-Barchfeld, dat onder de suzereiniteit van het keurvorstendom Hessen stond.
Hij was generaal in de Pruisische cavalerie, vanaf 1866 lid van de Landdag van Kassel en het Pruisische Hogerhuis en ridder in de Pruisische Orde van de Zwarte Adelaar.
In 1866 werd het keurvorstendom Hessen, en bijgevolg ook Hessen-Philippsthal-Barchfeld, geannexeerd door Pruisen wegens de steun aan Oostenrijk in de Oostenrijks-Pruisische Oorlog. Vanaf dan was hij titulair landgraaf van Hessen-Philippsthal-Barchfeld. In 1880 wees een speciale commissie hem als compensatie een rente van 30.000 mark toe en kreeg hij het bezit over de sloten van Hanau, Rotenburg en Schönfeld.
Op 27 juni 1854 huwde Alexis met Louise (1829-1901), dochter van prins Karel van Pruisen. Het huwelijk bleef kinderloos en eindigde op 6 maart 1861 met een scheiding. Hij overleed in augustus 1905 op 75-jarige leeftijd. Zijn aanspraken op Hessen-Philippsthal-Barchfeld werden geërfd door zijn neef Chlodwig (1876-1954), de zoon van zijn jongere broer Willem.